# Allopauropus decaryi
Allopauropus decaryi är en mångfotingart som beskrevs av Paul Auguste Remy 1937. Allopauropus decaryi ingår i släktet småfåfotingar, och familjen fåfotingar. Inga underarter finns listade i Catalogue of Life.